# Agustín Delgado
Agustín Javier Delgado Chala, kallas "Tin", född 23 december 1974 i Piquiucho, Chota, Imbabura, är en ecuadoriansk före detta fotbollsspelare. Han avslutade karriären 2010 i Valle de Chota, som är baserad i Ibarra, Ecuador och har tidigare spelat för Ecuadors fotbollslandslag, där han under 2002 gick om Eduardo Hurtado som skyttekung i Ecuadors landslag.